# Nummuliter
Nummuliter (Nummulitidae, av latin: nummus, liten mynt, och grekiska: lithos, sten) är en familj av encelliga organismer i gruppen Foraminiferer. Arterna är runda, vanligen plattade och ibland av jämförelsevis betydlig storlek (några ända till 10 centimeter i diameter). De består av många små kammare; de senare anlagda lägga sig utanpå de föregående, ofta omslutande dem. Väggarna är genomdragna av ett kanalsystem.
Nummulitidae hade sin storhetstid under tidig tertiär och förekommer i största mängd i dess mediterrana utbildning i Persien, Indien, och Tibet, men även i södra delarna av USA.
Egyptens pyramider är till stora delar byggda av nummulitkalksten från eocen. Nummuliter används ofta för tidsbestämning av sediment i Tethyshavet under tidig tertiär.
Familjens nuvarande arter lever på havsbotten i tropiska och subtropiska hav, företrädesvis nära kustlinjen.

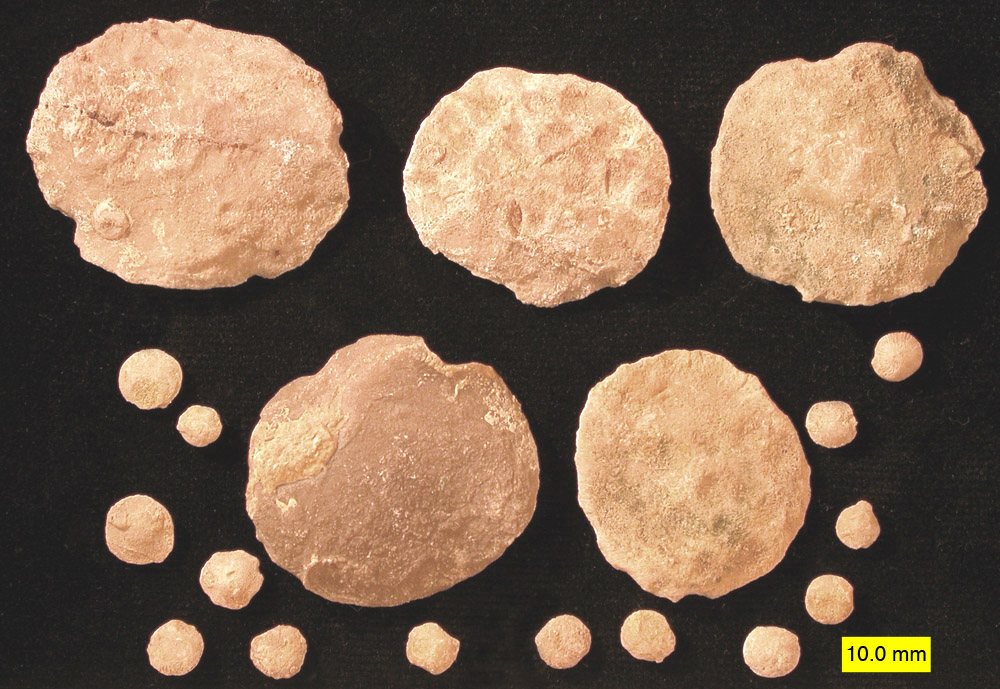
Nummulites